# Тимасинин
Тимасинин (англ. timasinin, tamasinin, masinin, temassinine) — один из диалектов языка восточный тамахак севернотуарегской группы туарегской ветви берберской семьи.
Распространён в пустынных районах Сахары на юго-востоке Алжира в северной части вилайета Иллизи — в окрестностях селения Бордж-Омар-Идрис. Численность говорящих на тимасинин вместе с носителями других диалектов восточнотамахакского языка составляет около 24 тыс. человек (2005).
Тимасинин вместе с близкими ему группой диалектов гхат-ажжер (гхат, ажжер, урагхен) и диалектом имангхассатен образуют группу диалектов восточнотамахакского языка (в других классификациях — восточную группу диалектов языка тамахак), противопоставленную западнотамахакским диалектам ахнет, тайток, гхат и иссакамарен.